# Глубокий Лог (Иркутская область)
Глубокий Лог — деревня в Усольском районе Иркутской области России. Входит в состав Мишелевского муниципального образования. Находится примерно в 47 км к юго-западу от районного центра.

## Население
| 2002 | 2010 | 2011 | 2012 |
| ---- | ---- | ---- | ---- |
| 17   | ↗24  | →24  | ↘20  |

По данным Всероссийской переписи, в 2010 году в деревне проживали 24 человека (14 мужчин и 10 женщин).